# Конкурс имени Лонг и Тибо
Конкурс имени Лонг и Тибо — международный конкурс академических пианистов и скрипачей, проводящийся в Париже с 1943 г. и основанный пианисткой Маргерит Лонг и скрипачом Жаком Тибо.
Первоначально конкурс был личной инициативой Лонг и Тибо, самостоятельно искавших для него меценатов. Первый розыгрыш, в 1943 году, проводился среди французских исполнителей, с 1946 года состязание стало международным. С 1957 года конкурс поддерживается государством.
В 1943—1949 гг. конкурс проводился раз в три года, затем каждые два года. С 1983 г., по образцу Конкурса имени королевы Елизаветы, номинации конкурса были разведены по разным годам, причём один год был посвящён соревнованиям пианистов, второй — соревнованиям скрипачей, а на третий год проходили торжественные концерты лауреатов. В 2011 году формат конкурса был вновь изменён: к нему добавилась номинация для вокалистов, и теперь конкурс называется «Лонг-Тибо-Креспен» — его третьим патроном стала певица Режин Креспен.

## Лауреаты конкурса
| Год  | Конкурс имени Лонг (фортепиано)                                                         | Конкурс имени Тибо (скрипка)                                                           | Конкурс имени Креспен (вокал) |
| ---- | --------------------------------------------------------------------------------------- | -------------------------------------------------------------------------------------- | ----------------------------- |
| 1943 | Самсон Франсуа (Франция)                                                                | Мишель Оклер (Франция)                                                                 |                               |
| 1946 | Хайди Шнайдер (Венгрия)                                                                 | Арнольд Эйдус (США)                                                                    |                               |
| 1949 | Альдо Чикколини (Италия) Венцеслав Янков (Болгария)                                     | первая премия не присуждена вторая премия — Кристиан Ферра (Франция)                   |                               |
| 1951 | Жанин Дакоста (Франция)                                                                 | Жерар Жарри (Франция)                                                                  |                               |
| 1953 | премия не присуждена вторая премия — Филипп Антремон (Франция) и Евгений Малинин (СССР) | Нелли Школьникова (СССР)                                                               |                               |
| 1955 | премия не присуждена вторая премия — Бернард Рингайсен                                  | Деви Эрлих (Франция)                                                                   |                               |
| 1957 | Петер Франкл (Венгрия)                                                                  | Борис Гутников (СССР)                                                                  |                               |
| 1959 | Тоёаки Мацуура (Япония)                                                                 | Дьёрдь Паук (без гражданства)                                                          |                               |
| 1961 | Марина Мдивани (СССР)                                                                   | Жан Тер-Мергерян (СССР)                                                                |                               |
| 1963 | Виктор Ересько (СССР)                                                                   | Ирина Бочкова (СССР)                                                                   |                               |
| 1965 | премия не присуждена вторая премия — Алексей Черкасов (СССР)                            | Лиана Исакадзе (СССР)                                                                  |                               |
| 1967 | Эдуард Ауэр (США)                                                                       | Нана Яшвили (СССР)                                                                     |                               |
| 1969 | Любовь Тимофеева (СССР)                                                                 | премия не присуждена                                                                   |                               |
| 1971 | Владимир Фельцман (СССР) Паскаль Роже (Франция)                                         | Лидия Дубровская (СССР)                                                                |                               |
| 1973 | премия не присуждена вторая премия — Сильвия Маркович (Румыния)                         | Русудан Гвасалия (СССР)                                                                |                               |
| 1975 | Михаил Рудый (СССР)                                                                     | Александр Брусиловский (СССР)                                                          |                               |
| 1977 | Хорхе Луис Пратс (Куба)                                                                 | премия не присуждена вторая премия — Флорин Паул (Румыния)                             |                               |
| 1979 | Фредерик Агесси (Франция) Ирина Осипова (СССР)                                          | премия не присуждена вторая премия — Сергей Стадлер (СССР)                             |                               |
| 1981 | Кадзунэ Симидзу (Япония)                                                                | Нина Боднар-Хортон (США)                                                               |                               |
| 1983 | Станислав Бунин (СССР)                                                                  |                                                                                        |                               |
| 1984 |                                                                                         | премия не присуждена вторая премия — Сейдзи Кагеяма (Япония) и Кристоф Булье (Франция) |                               |
| 1986 | Жозе Карлуш Кокарелли (Бразилия) Юкино Фудзивара (Япония)                               |                                                                                        |                               |
| 1987 |                                                                                         | Чжоу Цянь (Китай)                                                                      |                               |
| 1989 | Джеффри Бигель (США)                                                                    |                                                                                        |                               |
| 1990 |                                                                                         | Миэ Кобаяси (Япония)                                                                   |                               |
| 1992 | Мидори Нохара (Япония)                                                                  |                                                                                        |                               |
| 1993 |                                                                                         | Бартоломей Низёл (Польша)                                                              |                               |
| 1995 | премия не присуждена вторая премия — Эвелина Борбей (Россия)                            |                                                                                        |                               |
| 1996 |                                                                                         | Дайсин Касимото (Япония)                                                               |                               |
| 1998 | Седрик Тибергьян (Франция)                                                              |                                                                                        |                               |
| 1999 |                                                                                         | Сьюзен Хоу Ицзя (Канада)                                                               |                               |
| 2001 | Лим Донъхёк (Южная Корея)                                                               |                                                                                        |                               |
| 2002 |                                                                                         | Акико Ямада (Япония)                                                                   |                               |
| 2004 | Сун Сыхэн (Китай)                                                                       |                                                                                        |                               |
| 2005 |                                                                                         | Фридерике Саэйс (Нидерланды)                                                           |                               |
| 2007 | Хибики Тамура (Япония)                                                                  |                                                                                        |                               |
| 2008 |                                                                                         | Син Хёнсу (Южная Корея)                                                                |                               |
| 2009 | премия не присуждена                                                                    |                                                                                        |                               |
| 2010 |                                                                                         | Солен Пайдасси (Франция)                                                               |                               |
| 2011 |                                                                                         |                                                                                        | Kihwan Sim (Южная Корея)      |
| 2012 | премия не присуждена                                                                    |                                                                                        |                               |
| 2014 |                                                                                         | Айлен Притчин (Россия)                                                                 |                               |
| 2015 | премия не присуждена                                                                    |                                                                                        |                               |
| 2018 |                                                                                         | Диана Тищенко (Украина)                                                                |                               |
| 2019 | Кэндзи Миура (Япония)                                                                   |                                                                                        |                               |
| 2022 | Масая Камеи (Япония) Хёк Ли (Южная Корея)                                               |                                                                                        |                               |